# Vava
Vava egy falu Szerbiában, a Piroti körzetben, a Babušnicai községben.

## Népesség
1948-ban 893, 1953-ban 909, 1961-ben 723, 1971-ben 587, 1981-ben 475, 1991-ben 358, 2002-ben pedig 266 volt a lakosok száma, mindannyian szerbek.